# Pottstown (Pennsylvanie)
Pottstown est un borough du comté de Montgomery, en Pennsylvanie, aux États-Unis.

## Géographie
Pottstown se trouve au nord-est des États-Unis, dans le sud-est de l'État de Pennsylvanie, au sein du comté de Montgomery, dont le siège de comté est Norristown. Ses coordonnées géographiques sont 40° 14′ 59″ N, 75° 38′ 25″ O.

## Démographie
Au recensement de 2020, sa population était de 23 433 habitants.